# John Hay, 2. Lord Hay of Yester

Wappen der Lords Hay of Yester

John Hay, 2. Lord Hay of Yester (* um 1470; † 9. September 1513 bei Branxton, Northumberland), war ein schottischer Adliger.

## Leben
Er war der zweitgeborene Sohn des John Hay, 1. Lord Hay of Yester (1450–1508) aus dessen zweiter Ehe mit Elizabeth Cunningham († 1529).
1482 wurde ihm der Grundbesitz der feudalen Baronie Snaid in Dumfriesshire übertragen. Er wurde spätestens 1504 zum Ritter geschlagen. Er war Sheriff von Peebles.
Da sein älterer Halbbruder Sir Thomas Hay, Master of Yester, bereits um 1504, und dessen einziger Sohn Sir Thomas Hay, Master of Yester, Anfang 1508, gestorben waren, erbte er beim Tod seines Vaters im Herbst 1508 dessen wesentliche Ländereien sowie dessen Adelstitel als 2. Lord Hay of Yester. 1512 erwarb er durch einen Gebietstausch mit Adam Hepburn, 2. Earl of Bothwell, die noch nicht in seinem Besitz befindlichen Teile der feudalen Baronie Yester in Haddingtonshire.
1513 nahm er im Heer von König Jakob IV. an dessen Einfall nach England teil und fiel, wie sein König, bei der folgenden Niederlage in der Schlacht von Flodden Field.

## Ehe und Nachkommen
Er war mit Elizabeth Crichton († nach 1524) verheiratet, einer Schwester des Robert Crichton, 2. Lord Crichton of Sanquhar (der ebenfalls in der Schlacht von Flodden Field fiel). Mit ihr hatte er mindestens sechs Kinder:
- John Hay, 3. Lord Hay of Yester († 1543), ⚭ Elizabeth Douglas;
- Hon. Thomas Hay († nach 1542), 1521 Präzeptor des St Leonard’s Hospital in Peebles 1521, 1539 Provost von Bothan, 1542 Erzpriester von Dundee;
- Hon. John Hay, Laird of Smithfield († 1528), ⚭ Janet Scott;
- Hon. Elizabeth Hay, ⚭ James Tweedie, Laird of Drumelzier;
- Hon. Christian Hay, ⚭ William Stewart, Laird of Traquair († 1538);
- Hon. Jean Hay († 1564), ⚭ George Broun, Laird of Colstoun († um 1519).